# Mimetus tuberculatus
Espèce
Mimetus tuberculatus est une espèce d'araignées aranéomorphes de la famille des Mimetidae.

## Répartition
Cette espèce est endémique de la région autonome du Xinjiang en Chine,.

## Systématique
Le nom valide complet (avec auteur) de ce taxon est Mimetus tuberculatus Liang (d) & Wang (d), 1991.

### Publication originale
- (zh) Liang Tie et Wang Jia-fu, « 新疆拟态蛛属蜘蛛—新种(蜘蛛目:拟态蛛科) » [« A new species of spiders of the genus Mimetus in Xinjiang (Araneae: Mimetidae) »], Journal of the August 1st Agricultural College, Chine, vol. 14, no 1,‎ 1991, p. 61-62.